# Pyöreä-Kelsimä och Kaita-Kelsimä
Pyöreä-Kelsimä och Kaita-Kelsimä är en sjö i kommunen Ilomants i landskapet Norra Karelen i Finland. Sjön ligger 155,4 meter över havet. Arean är 2,53 kvadratkilometer och strandlinjen är 14,21 kilometer lång.  Den  ingår i Vuoksens huvudavrinningsområde.  Sjön ligger omkring 72 kilometer öster om Joensuu och omkring 440 kilometer nordöst om Helsingfors. 
Av de båda sjödelarna finns Pyöreä-Kelsimä i norr och Kaita-Kelsimä i söder. Öarna Honkasaari, Jänissaari och Teerisaari ligger i Pyöreä-Kelsimä.